# Klosterbusch

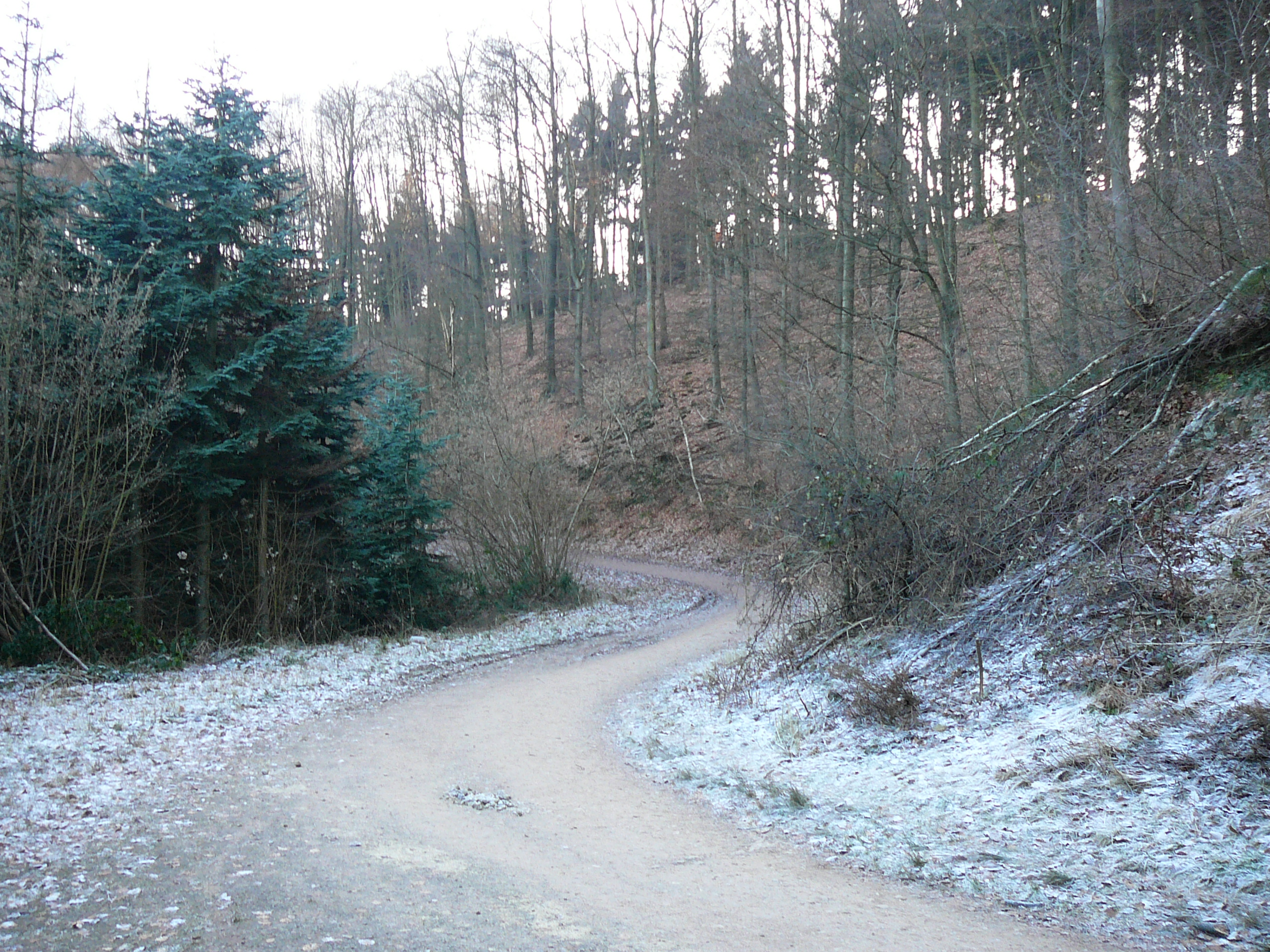
Aufnahme im Dezember

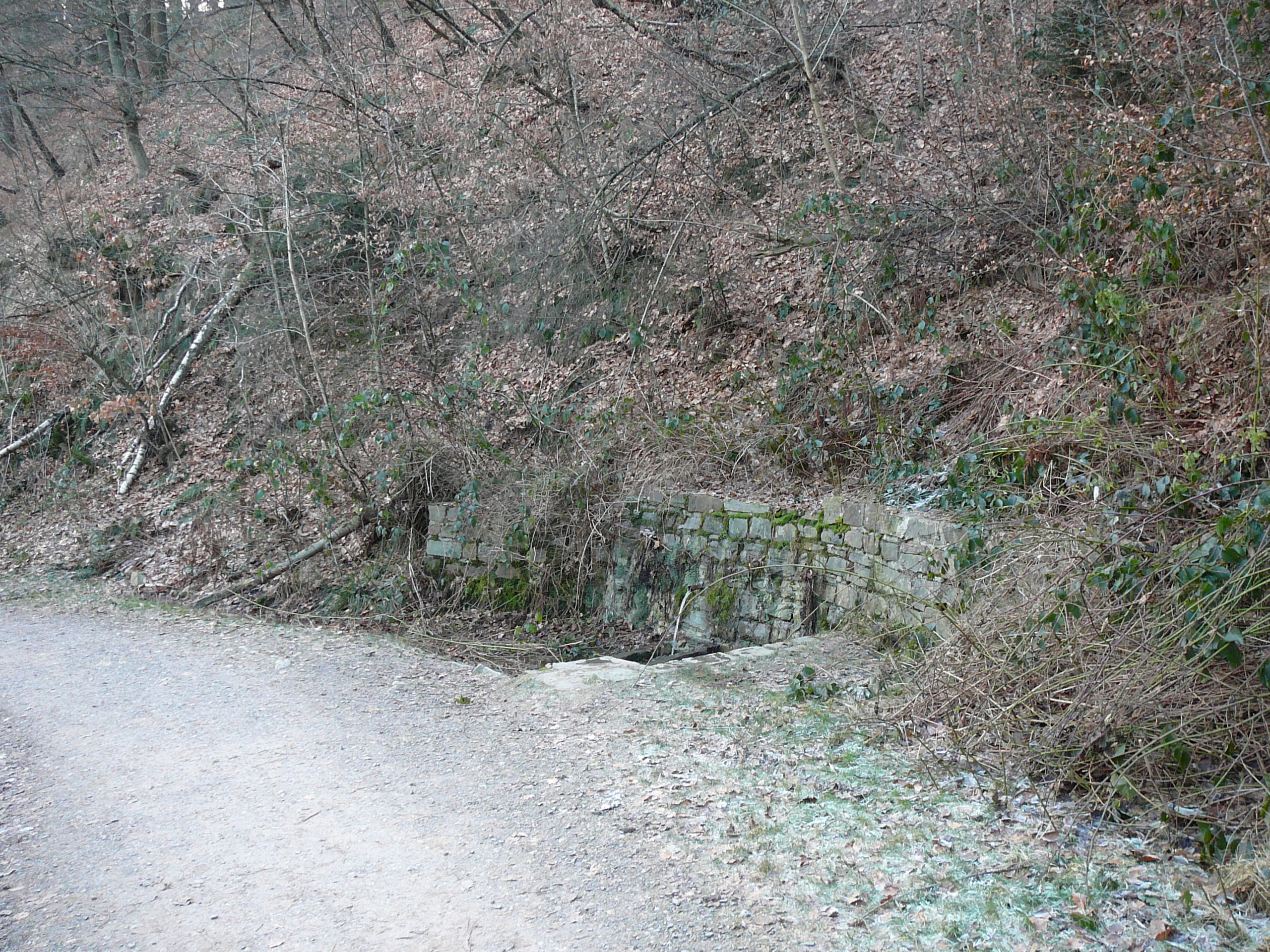
Die Quelle des Buchenhofener Siepen

Der Klosterbusch ist ein Waldgebiet in Wuppertal-Vohwinkel an der Stadtgrenze zu Solingen-Gräfrath. Der Name weist auf ein früheres Besitztum des Hofguts Buchenhofen hin, das wiederum zur Gänze im Besitz des nahen, 1803 säkularisierten Gräfrather Klosters war. Der Waldbesitz des Hofguts im Klosterbuch umfasste eine Fläche von 80 Hektar.

## Lage und Beschreibung
Das Gebiet gehört heute zum Staatsforst Burgholz und ist mit ihm als Naturschutzgebiet ausgewiesen. Das Gebiet liegt auf einem rund 273 m hohen Höhenzug, der im Osten in das westliche Engtal der Wupper steil abfällt. Am Fuß des Höhenzugs liedt die heutige Ortslage Buchenhofen, bei der sich das Klärwerk Buchenhofen befindet. Im Norden schließt sich ein landwirtschaftlich genutztes Gebiet an, dort befinden sich die Ortslagen Steeger Eiche, Mühlenpfad und Sonnenberg. Im Westen schließt sich der Dasnöckel an, ein Gebiet, das in den 1960er und 1970er Jahren als Wohngebiet erschlossen wurde. Im Süden, auf Solinger Stadtgebiet, liegen die Ortslagen Schieten, Steinbeck und Flockertsberg. Im Süden hat der Steinbach ein Kerbtal geschaffen, das als Teil des Naturschutzgebiets Steinbachtal mit Teufelsklippen ausgewiesen ist. Ein weiteres Gewässer ist der Buchenhofener Siepen, der aus einer gefassten Quelle schüttet und im Osten den steilen Hang hinabfließt.
Mehrere Wanderwege durchqueren das Gebiet, darunter der Wuppertaler Rundweg.